# Juri Mykyrtumian
Juri Mykyrtumian (orm. Յուրի Մկրտումյան, ros. Ю́рий Исраелович Мкртумя́н, ur. 1 stycznia 1939 w Tbilisi, zm. 14 listopada 2005 w Erywaniu) – radziecki i armeński polityk.

## Życiorys
W 1962 ukończył Moskiewski Uniwersytet Państwowy im. Łomonosowa, kandydat nauk historycznych, docent, 1962-1963 pracował jako starszy laborant, 1963-1971 młodszy pracownik naukowy Instytutu Archeologii i Etnografii Akademii Nauk Armeńskiej SRR. Od 1965 członek KPZR, 1971-1989 starszy wykładowca i docent, 1989-1994 kierownik katedry archeologii i etnografii Erywańskiego Uniwersytetu Państwowego, 1988-1991 sekretarz komitetu partyjnego tego uniwersytetu. 1990-1991 członek KC KPZR, był również członkiem KC Komunistycznej Partii Armenii. W 1994 doradca ministra spraw zagranicznych Armenii, 1994-1997 ambasador Armenii w Rosji.